# 奴隷反乱
奴隷反乱（どれいはんらん）とは、奴隷による反乱である。
古代ローマ時代の奴隷反乱など、奴隷制をとった社会ではたびたび見られる反乱である。
反乱が成功したものとしては、1791年 - 1804年続いたハイチ革命がある。

## ロシア
ロシア最初の農奴制への反乱ボロトニコフの反乱（1606年 - 1607年）は、イヴァン・ボロトニコフによって起こされた。その後たびたび反乱がおきていたが、プガチョフの乱から19世紀初頭まで数百の反乱がおきている。

## アジア
- ザンジュの乱 - アッバース朝の奴隷制（英語版）への反乱。
- ヒヴァ・ハン国は中央アジアで最大の奴隷市場（英語版）が置かれていたが、ロシア・ツァーリ国によるヒヴァの陥落（英語版）と同期して奴隷反乱が起こされ、奴隷制が廃止された。

## 北アメリカ
17‐19世紀までに10人以上が起こした反乱・反乱未遂は250以上記録されている。

## 奴隷船での反乱
奴隷船上での反乱は、485件記録されている